# Pound Ridge
Pound Ridge è un comune degli Stati Uniti d'America, situato nello stato di New York, nella contea di Westchester.